# Fijngegordelde melkzwam
De fijngegordelde melkzwam (Lactarius zonarius, synoniem: Lactarius insulsus) is een schimmel uit de familie Russulaceae. De soort vormt ectomycorrhiza met eiken (Quercus). Hij komt voor in lanen met oude bomen en loofbossen op (matig) voedselrijke klei, leem of zandgrond.

## Kenmerken

### Uiterlijke kenmerken
Hoed
De hoed is 5–10 (–12) cm in diameter. De vorm is vlak bol als hij jong is, maar verspreidt zich al snel plat en ingedrukt in het midden. Op oudere leeftijd verdiept het zich als een trechter en is het vaak golvend gebogen. Het hoedoppervlak is glad en mat en licht vettig als het nat is en heeft een zijdeachtige glans. De hoed is concentrisch gezoneerd in oranje en okergeel op een licht tot rijk gele achtergrond. De hoedrand, die lange tijd verbogen is, heeft in zijn jeugd fijne donshaartjes.
Lamellen
De lamellen zijn wit tot geelachtig en lopen langs de steel naar beneden. Ze zijn vaak gevorkt nabij de steel. De lamelsnedes zijn glad.
Steel
De cilindrische steel is 2 tot 5 cm lang en 1 tot 2 (-2,5) cm breed. Het is aanvankelijk vol en later hol met kamers. Het steeloppervlak is op jonge leeftijd glad en witachtig, later geler en heeft vaak een paar gelige, putjes die later plaatselijk okerbruin kunnen worden.
Geur en smaak
Het witachtige vruchtvlees wordt bleekroze of zalmroze bij het snijden en wordt later lichtgrijs. Het ruikt onopvallend, licht fruitig of naar geraniumblaadjes en smaakt pittig. De melk is steevast wit en smaakt ook heet tot zeer heet.

### Microscopische kenmerken
De tamelijk afgeronde tot elliptische sporen zijn gemiddeld 6,9 tot 7,7 µm lang en 5,8 tot 6,2 µm breed. De Q-getal (verhouding van lengte en breedte) is 1,1 tot 1,3. Het sporenornament bestaat uit tot 0,8 (-1,0) µm hoge, individuele wratten en korte geribbelde ribben, die vaak met elkaar verbonden zijn, maar nauwelijks gesloten mazen vormen. 
De basidia zijn viersporig, cilindrisch tot bolvormig en meten 47-55 × 9-11 µm. De 40-52 µm lange en 4-6 µm brede pleurocystidia zijn vrij talrijk. Ze zijn spilvormig en vernauwd of gevorkt aan het uiteinde. De lamelranden zijn steriel en dragen talrijke, vrij cilindrische tot spoelvormige of golvende, 17-30 µm lange en 3-7 µm brede paracystidia. De zeldzame, spoelvormige cheilocystidia zijn 25-35 × 3-6 µm groot.
De Pileipellis (hoedhuid) is Ixocutis en bestaat uit min of meer parallel liggende (1-) 2-4,5 µm brede hyfen. De uiteinden van de hyfen hebben afgeronde uiteinden.

## Verspreiding

Europees verspreidingsgebied

De fijngegordelde melkzwam is waargenomen in Noord-Afrika, Noord-Amerika en Europa. 
Hij komt vrij algemeen voor in Nederland.

## Naamgeving
De wetenschappelijke naam werd gepubliceerd  in 1783, onder het basioniem Agaricus zonarius. Het is een zeldzame, giftige schimmel die voorkomt in Europa en Noord-Amerika.